# Paul Daley
Paul Anthony Daley (Londra, 21 febbraio 1983) è un atleta di arti marziali miste e kickboxer britannico.
Nelle MMA combatte nella categoria dei pesi welter per l'organizzazione statunitense Bellator, mentre nel kickboxing è sotto contratto con la promozione giapponese K-1.
In passato ha militato nelle promozioni Strikeforce, BAMMA, EliteXC, Shark Fights, Impact FC, Cage Warriors, Cage Rage, Pancrase e UFC, dalla quale venne cacciato per comportamento antisportivo nonostante un gran esordio che lo vide come uno dei migliori striker del mondo.
È stato campione nelle promozioni britanniche Cage Rage e FX3, ed è stato un contendente per i titoli di categoria nelle organizzazioni Strikeforce ed EliteXC.
È noto anche per i suoi problemi con la dieta, dato che in molte occasioni ha fallito il peso limite per la gara: in un'occasione ciò gli impedì di gareggiare per il titolo dei pesi welter BAMMA.

## Carriera nelle arti marziali miste

### Inizi
Daley, inglese di origini caraibiche, iniziò ad apprendere le arti marziali all'età di 8 anni, quando si iscrisse ad una scuola di karate.
Come professionista delle arti marziali miste entrò nella palestra Mike's Gym di Amsterdam e nella palestra Team Rough House di Nottingham, dove venne cresciuto assieme ad altri talenti del calibro di Dan Hardy, divenendo principalmente un grande striker.
La sua carriera da lottatore professionista iniziò nel 2003 con diverse promozioni britanniche quali Extreme Brawl, UKMMAC, Cage Warriors e Cage Rage; l'inizio non fu dei migliori e Daley terminò il primo anno con un record personale di 1-2, venendo sconfitto due volte per sottomissione.

### Cage Rage e Cage Warriors
Dal 2004 Daley riesce ad inanellare una serie di vittorie contro avversari di valore come Xavier Foupa-Pokam (futuro lottatore UFC), il campione nazionale Paul Jenkins e Jess Liaudin, tutti e tre messi KO.
Nel 2005 può così lottare per ben due titoli, ovvero il vacante titolo dei pesi welter Cage Warriors contro Abdul Mohamed ed il titolo nazionale Cage Rage ancora una volta contro il campione Paul Jenkins: entrambi gli incontri terminano in parità, e quindi Daley fallisce entrambe le opportunità per ottenere una cintura di campione già al suo terzo anno da professionista.
Nel frattempo Paul combatte anche per altre organizzazioni locali come l'FX3 e la SF, nella quale viene sconfitto da Pat Healy; la sua quarta sconfitta in carriera avviene nel 2006 per mano del brasiliano Jean Silva, ma lo stesso anno Daley sconfigge il veterano Dave Strasser e combatte per il titolo nazionale Cage Rage contro Ross Mason, vincendo ai punti e divenendo quindi campione.
Ha un'esperienza anche in Giappone nella prestigiosa Pancrase, un incontro con Satoru Kitaoka terminato con la vittoria del giapponese per sottomissione.
Successivamente difende il titolo nazionale Cage Rage mettendo KO Sol Gilbert, perde un incontro con Luiz Azeredo ai punti e nel 2007 può lottare per il titolo di categoria della promozione FX3 contro Daniel Weichel, futuro dominatore europeo nella categoria dei pesi leggeri: Daley riesce ad imporsi nel primo round per KO con una ginocchiata, vincendo il titolo e detenendo contemporaneamente due titoli di due differenti organizzazioni.
Daley prosegue la sua striscia positiva vincendo l'incontro della personale trilogia con Paul Jenkins, incontro valido per il titolo nazionale Cage Rage, e sconfiggendo Duane Ludwig per KO Tecnico nel suo primo incontro per la promozione statunitense Strikeforce.
Daley completa l'opera sempre nel 2007 con la vittoria per KO Tecnico su Mark Weir in un incontro valido sia per il titolo nazionale, sia per il titolo Cage Rage vero e proprio: Daley diviene quindi campione di ben tre cinture contemporaneamente.

### Nord America: EliteXC e MFC
Nel 2008 prova a fare il grande passo, combattendo sempre più spesso negli Stati Uniti in organizzazioni come la ShoXC, dove stende Sam Morgan nel primo round con una gomitata.
Si presenta alla sfida per il titolo EliteXC con un record personale di 18-6-2: l'avversario, Jake Shields, sarà uno dei più forti lottatori dei pesi welter negli anni 2010 grazie alle sue prestazioni in Strikeforce ed UFC; Daley viene sottomesso nel secondo round con un armbar, subendo quindi la sua settima sconfitta personale.
Ha un'esperienza anche nella promozione canadese Maximum Fighting Championship, dove sconfigge un lottatore di alto livello come John Alessio ma viene poi sconfitto ai punti dall'ex campione bodogFight Nick Thompson.
Nel 2009 avrebbe dovuto prendere parte all'evento Affliction: Trilogy della nuova promozione statunitense Affliction Entertainment, ma a causa del prematuro fallimento di quest'ultima l'incontro con il campione IFL Jay Hieron saltò.

### Ultimate Fighting Championship
Daley viene ingaggiato dalla prestigiosissima UFC nel 2009: raggiunge quindi La Mecca delle arti marziali miste del tempo.
Il suo esordio è eccezionale e viene subito bollato come uno dei migliori striker del mondo: al suo debutto stende a pugni nel primo round il danese Martin Kampmann, stabilmente uno dei primi dieci pesi welter al mondo, e fa lo stesso nel suo secondo incontro con Dustin Hazelett; in quest'ultimo incontro Daley fallisce il peso limite e viene multato, problema quello del peso che il lottatore britannico si porterà dietro per tutta la carriera.
A Daley viene data una grandissima opportunità con l'evento UFC 113: Machida vs. Shogun 2: se avesse sconfitto il rivale Josh Koscheck avrebbe potuto sfidare il campione in carica Georges St-Pierre, uno dei più forti lottatori pound for pound del mondo in quegli anni.
Koscheck, al corrente della grande abilità di Daley nella boxe, guida il combattimento sulla lotta a terra e controlla l'avversario al suolo per l'intero incontro, ottenendo una vittoria ai punti: al termine dell'incontro un deluso ed arrabbiato Daley colpì al volto Koscheck a gioco fermo, gesto antisportivo che causò l'allontanamento definitivo del lottatore europeo dall'UFC e la sospensione per un mese da parte della commissione atletica del Québec.

### Strikeforce e BAMMA
Dopo l'indecorosa uscita dall'UFC le possibilità di contratto per un Daley comunque al top non mancarono: sempre riconosciuto come uno dei migliori pesi welter al mondo, successivamente lottò per l'australiana Impact Fighting Championships, dove vinse per sottomissione contro l'ex lottatore Pride Daniel Acácio.
Restò negli Stati Uniti, dove affrontò e sconfisse Jorge Masvidal, prima di firmare per la Strikeforce nel 2010 e per la britannica BAMMA nel 2011.
Con la prestigiosa Strikeforce vinse il primo incontro mettendo KO l'ex campione WEC Scott Smith e guadagnandosi la possibilità di affrontare il campione in carica Nick Diaz: Diaz era al tempo uno dei primi tre pesi welter al mondo, molto abile nella boxe, e Daley non riuscì ad arginarlo, finendo KO al termine del primo round; dopo quell'incontro Diaz passò all'UFC come uno dei possibili sfidanti al titolo dei pesi welter.
L'avventura in Strikeforce proseguì male e Daley subì altre due sconfitte, questa volta per mano dell'imbattuto Tyron Woodley e del campione Pride Kazuo Misaki.
Nel giugno 2012 Daley rescinde consensualmente il contratto con Strikeforce per potersi dedicare a promozioni che gli permettono di lottare con maggior frequenza.
Con la BAMMA nel 2011 avrebbe dovuto lottare per il titolo di categoria, ma fallì il peso e di conseguenza l'incontro con il campione DEEP Yuya Shirai non valse per la cintura: Daley s'impose con un knock out, il ventesimo della sua carriera su 27 vittorie.

### Bellator e ritorno in BAMMA
Nel giugno del 2012 Daley, svincolatosi dal contratto che lo legava alla Strikeforce, firma un nuovo contratto con la Bellator.
Esordisce il 20 luglio 2012 con una vittoria per KO al primo round contro Rudy Bears.
Successivamente avrebbe dovuto lottare in novembre contro Kyle Baker, ma l'incontro non si materializzò; tramite una votazione i fan della Bellator chiesero a gran voce un match tra Daley e War Machine, ma il possibile avversario s'infortunò e in seguito Daley ebbe problemi con il visto d'ingresso per gli Stati Uniti, e così decise di sfruttare la sua popolarità nel Regno Unito ed in Irlanda per prendere parte ad un evento della promozione irlandese Cage Contender, che lo accolse nel febbraio 2013 facendolo esordire contro il francese Patrick Vallée (record: 9-4-1): Daley s'impose per KO durante la seconda ripresa.
In maggio lottò negli Emirati Arabi Uniti contro la cintura nera di jiu jitsu brasiliano Rodrigo Ribeiro, vincendo ancora una volta per KO nel secondo round.
Due mesi dopo firma la quarta vittoria consecutiva per KO in Inghilterra contro il polacco Łukasz Chlewicki.
A causa dei continui problemi ad ottenere un visto d'ingresso per gli Stati Uniti, problemi dovuti ad un precedente penale per il coinvolgimento in una rissa avvenuta in un bar inglese, in luglio la Bellator prese la decisione di interrompere il rapporto professionale con Daley; Daley proseguì nel combattere in circuiti europei e firmò un nuovo contratto valido per tre incontri con la BAMMA.
In novembre Daley vede la propria striscia di risultati positivi venire interrotta da una sconfitta in Russia contro l'atleta di casa Alexander Yakovlev.
Torna alla vittoria un mese dopo con la promozione BAMMA sconfiggendo Romario da Silva per KO.
Nel febbraio 2014 prende parte ad un evento di kickboxing con regole K-1 promosso dall'organizzazione inglese Contender Promotions in un incontro che lo vede opposto al connazionale Shaun Lomas, incontro vinto per KO tecnico durante la terza ripresa.
Lo stesso anno sempre in un evento di kickboxing mette KO il russo Alexander Surzhko: si trattò dell'evento Legend III: Pour Homme ospitato a Milano ed organizzato dalla promozione russa Legend.
In aprile combatte per la croata FFC un incontro di kickboxing, sconfiggendo lo sloveno Miran Fabjan per KO.

### Ritorno in Bellator
Nel luglio 2014 firma un nuovo contratto con la promozione statunitense Bellator MMA, e già nel febbraio del 2015 avrebbe dovuto affrontare il campione in carica dei pesi welter Douglas Lima in un incontro valido per il titolo, ma ad un mese dal match il brasiliano s'infortunò e così Daley affrontò l'esperto André Santos, vincendo ai punti.
A luglio affrontò Dennis Olson all'evento Bellator 140. Dopo primo round molto equilibrato, ottenne la vittoria per KO tecnico nella seconda ripresa.
Al suo terzo match in Bellator in meno di un anno, Daley affrontò Andy Uhrich il 29 gennaio del 2016. Vinse l'incontro per KO con un montate destro a soli due minuti dall'inizio dell'incontro.
Daley avrebbe dovuto affrontare il suo vecchio rivale Josh Koscheck, in un rematch che si doveva tenere a Londra il 16 luglio 2016. Il 6 giugno, però, Koscheck rinunciò all'incontro e venne rimpiazzato dall'ex campione dei pesi welter Bellator Douglas Lima. Daley venne sconfitto per decisione unanime.

## Risultati nelle arti marziali miste
| Risultato | Record  | Avversario               | Metodo                              | Evento                                | Data              | Round | Tempo | Città                        | Note                                                                     |
| --------- | ------- | ------------------------ | ----------------------------------- | ------------------------------------- | ----------------- | ----- | ----- | ---------------------------- | ------------------------------------------------------------------------ |
| Vittoria  | 44-18-2 | Wendell Giacomo          | KO (pugni)                          | Bellator 281                          | 13 maggio 2022    | 2     | 4:09  | Londra,Regno Unito           |                                                                          |
| Sconfitta | 43-18-2 | Jason Jackson            | Decisione (unanime)                 | Bellator 260                          | 11 giugno 2021    | 3     | 5:00  | Uncasville, Stati Uniti      | Incontro catchweight (175 lbs)                                           |
| Vittoria  | 43-17-2 | Sabah Homasi             | KO tecnico (pugni)                  | Bellator 257                          | 16 aprile 2021    | 2     | 1:44  | Uncasville, Stati Uniti      | Incontro catchweight (175 lbs)                                           |
| Vittoria  | 42-17-2 | Saad Awad                | KO tecnico (pugni)                  | Bellator 232                          | 26 ottobre 2019   | 2     | 1:30  | Uncasville, Stati Uniti      | Incontro catchweight (175 lbs)                                           |
| Vittoria  | 41-17-2 | Erick Silva              | Decisione (unanime)                 | Bellator 223                          | 22 giugno 2019    | 3     | 5:00  | Londra, Inghilterra          |                                                                          |
| Sconfitta | 40-17-2 | Michael Page             | Decisione (unanime)                 | Bellator 216                          | 16 febbraio 2019  | 5     | 5:00  | Uncasville, Stati Uniti      | Quarti di finale del torneo per il titolo pesi welter Bellator           |
| Sconfitta | 40-16-2 | Jon Fitch                | Decisione (unanime)                 | Bellator 199                          | 12 maggio 2018    | 3     | 5:00  | San Jose, Stati Uniti        |                                                                          |
| Vittoria  | 40-15-2 | Lorenz Larkin            | KO (pugni)                          | Bellator 183                          | 24 settembre 2017 | 2     | 2:40  | San Jose, Stati Uniti        |                                                                          |
| Sconfitta | 39-15-2 | Rory MacDonald           | Sottomissione (rear-naked choke)    | Bellator 179                          | 19 maggio 2017    | 2     | 1:15  | Londra, Inghilterra          | Eliminatorie per il titolo pesi welter Bellator                          |
| Vittoria  | 39-14-2 | Brennan Ward             | KO (ginocchiata saltata)            | Bellator 170                          | 21 gennaio 2017   | 1     | 2:27  | Inglewood, Stati Uniti       |                                                                          |
| Sconfitta | 38-14-2 | Douglas Lima             | Decisione (unanime)                 | Bellator 158                          | 16 luglio 2016    | 3     | 5:00  | Londra, Inghilterra          |                                                                          |
| Vittoria  | 38-13-2 | Andy Uhrich              | KO (pugno)                          | Bellator 148                          | 29 gennaio 2016   | 1     | 2:00  | Fresno, Stati Uniti          |                                                                          |
| Vittoria  | 37-13-2 | Dennis Olson             | KO Tecnico (pugni)                  | Bellator CXXXIX                       | 17 luglio 2015    | 2     | 1:12  | Uncasville, Stati Uniti      |                                                                          |
| Vittoria  | 36-13-2 | André Santos             | Decisione (unanime)                 | Bellator CXXXIV                       | 27 febbraio 2015  | 3     | 5:00  | Uncasville, Stati Uniti      |                                                                          |
| Vittoria  | 35-13-2 | Marinho Moreira da Rocha | KO (pugno al corpo)                 | BAMMA 16: Daley vs. da Rocha          | 13 settembre 2014 | 2     | 3:40  | Manchester, Regno Unito      |                                                                          |
| Vittoria  | 34-13-2 | Romario da Silva         | KO (pugno)                          | BAMMA 14: Daley vs. da Silva          | 14 dicembre 2013  | 2     | 1:42  | Birmingham, Regno Unito      |                                                                          |
| Sconfitta | 33-13-2 | Alexander Yakovlev       | Decisione (unanime)                 | Legend part 2: Invasion               | 8 novembre 2013   | 3     | 5:00  | Mosca, Russia                |                                                                          |
| Vittoria  | 33-12-2 | Łukasz Chlewicki         | KO Tecnico (stop medico)            | Cage Warriors 57: Daley vs. Chlewicki | 20 luglio 2013    | 1     | 5:00  | Liverpool, Regno Unito       |                                                                          |
| Vittoria  | 32-12-2 | Rodrigo Ribeiro          | KO (pugni)                          | Dubai FC 4                            | 10 maggio 2013    | 2     | 3:58  | Dubai, Emirati Arabi Uniti   |                                                                          |
| Vittoria  | 31-12-2 | Patrick Vallée           | KO (ginocchiata in salto)           | Cage Contender XVI                    | 23 febbraio 2013  | 2     | 4:12  | Dublino, Irlanda             |                                                                          |
| Vittoria  | 30-12-2 | Rudy Bears               | KO Tecnico (pugni)                  | Bellator LXXII                        | 20 luglio 2012    | 1     | 2:45  | Tampa, Stati Uniti           | Debutto in Bellator                                                      |
| Sconfitta | 29–12-2 | Kazuo Misaki             | Decisione (non unanime)             | Strikeforce: Tate vs. Rousey          | 3 marzo 2012      | 3     | 5:00  | Columbus, Stati Uniti        |                                                                          |
| Vittoria  | 29–11-2 | Luigi Fioravanti         | Decisione (unanime)                 | Ringside MMA 12: Daley vs. Fioravanti | 21 ottobre 2011   | 3     | 5:00  | Montréal, Canada             |                                                                          |
| Vittoria  | 28–11-2 | Jordan Radev             | Decisione (unanime)                 | BAMMA 7: Wallhead vs. Trigg           | 10 settembre 2011 | 3     | 5:00  | Birmingham, Regno Unito      |                                                                          |
| Sconfitta | 27–11-2 | Tyron Woodley            | Decisione (unanime)                 | Strikeforce: Fedor vs. Henderson      | 30 luglio 2011    | 3     | 5:00  | Hoffman Estates, Stati Uniti |                                                                          |
| Sconfitta | 27–10-2 | Nick Diaz                | KO Tecnico (pugni)                  | Strikeforce: Diaz vs. Daley           | 9 aprile 2011     | 1     | 4:57  | San Diego, Stati Uniti       | Per il titolo dei Pesi Welter Strikeforce                                |
| Vittoria  | 27–9-2  | Yuya Shirai              | KO (pugni)                          | BAMMA 5: Daley vs. Shirai             | 26 febbraio 2011  | 1     | 1:46  | Manchester, Regno Unito      |                                                                          |
| Vittoria  | 26–9-2  | Scott Smith              | KO (pugno)                          | Strikeforce: St. Louis                | 4 dicembre 2010   | 1     | 2:09  | Saint Louis, Stati Uniti     |                                                                          |
| Vittoria  | 25–9-2  | Jorge Masvidal           | Decisione (unanime)                 | Shark Fights 13: Jardine vs. Prangley | 11 settembre 2010 | 3     | 5:00  | Amarillo, Stati Uniti        |                                                                          |
| Vittoria  | 24–9-2  | Daniel Acácio            | Sottomissione (gomitata)            | Impact FC 2 - The Uprising: Sydney    | 18 luglio 2010    | 3     | 1:15  | Sydney, Australia            |                                                                          |
| Sconfitta | 23–9-2  | Josh Koscheck            | Decisione (unanime)                 | UFC 113: Machida vs. Shogun 2         | 8 maggio 2010     | 3     | 5:00  | Montréal, Canada             | Eliminatoria per il titolo dei Pesi Welter UFC                           |
| Vittoria  | 23–8-2  | Dustin Hazelett          | KO (pugni)                          | UFC 108: Evans vs. Silva              | 2 gennaio 2010    | 1     | 2:24  | Las Vegas, Stati Uniti       |                                                                          |
| Vittoria  | 22–8-2  | Martin Kampmann          | KO Tecnico (pugni)                  | UFC 103: Franklin vs. Belfort         | 19 settembre 2009 | 1     | 2:31  | Dallas, Stati Uniti          | Debutto in UFC                                                           |
| Vittoria  | 21–8-2  | Porfirio Alves Jr.       | Sottomissione (soccer kick e colpi) | WFC 8: D-Day                          | 18 aprile 2009    | 1     | 2:29  | Lubiana, Slovenia            |                                                                          |
| Vittoria  | 20–8-2  | Aurelijus Kerpe          | KO (ginocchiata e pugni)            | Ultimate Gladiators                   | 29 marzo 2009     | 1     | 1:35  | Nottingham, Regno Unito      |                                                                          |
| Sconfitta | 19–8-2  | Nick Thompson            | Decisione (unanime)                 | MFC 20: Destined for Greatness        | 20 febbraio 2009  | 3     | 5:00  | Edmonton, Canada             |                                                                          |
| Vittoria  | 19–7-2  | John Alessio             | KO Tecnico (pugni)                  | MFC 19: Long Time Coming              | 5 dicembre 2008   | 2     | 2:18  | Edmonton, Canada             |                                                                          |
| Sconfitta | 18–7-2  | Jake Shields             | Sottomissione (armbar)              | EliteXC: Heat                         | 4 ottobre 2008    | 2     | 3:47  | Sunrise, Stati Uniti         | Per il titolo dei Pesi Welter EliteXC                                    |
| Vittoria  | 18–6-2  | Bojan Kosednar           | KO (pugno)                          | CWFC: Enter the Rough House 7         | 12 luglio 2008    | 1     | 4:53  | Nottingham, Regno Unito      |                                                                          |
| Vittoria  | 17–6-2  | Sam Morgan               | KO (gomitata)                       | ShoXC: Elite Challenger Series        | 25 gennaio 2008   | 1     | 2:12  | Atlantic City, Stati Uniti   |                                                                          |
| Vittoria  | 16–6-2  | Mark Weir                | KO Tecnico (pugni)                  | Cage Rage 23: Unbelievable            | 22 settembre 2007 | 2     | 2:14  | Londra, Regno Unito          | Difende il titolo britannico e vince il titolo dei Pesi Welter Cage Rage |
| Vittoria  | 15–6-2  | Duane Ludwig             | KO Tecnico (pugni)                  | Strikeforce: Shamrock vs. Baroni      | 22 giugno 2007    | 2     | 0:42  | San Jose, Stati Uniti        | Debutto in Strikeforce                                                   |
| Vittoria  | 14–6-2  | Paul Jenkins             | Sottomissione (pugno al corpo)      | Cage Rage 21: Judgement Day           | 21 aprile 2007    | 2     | 0:41  | Nottingham, Regno Unito      | Difende il titolo britannico dei Pesi Welter Cage Rage                   |
| Vittoria  | 13–6-2  | Daniel Weichel           | KO (ginocchiata)                    | FX3: Fight Night 4                    | 10 marzo 2007     | 1     | 2:53  | Londra, Regno Unito          | Vince il titolo dei Pesi Welter FX3                                      |
| Sconfitta | 12–6-2  | Luiz Azeredo             | Decisione (unanime)                 | Cage Rage 19: Fearless                | 9 dicembre 2006   | 3     | 5:00  | Londra, Regno Unito          |                                                                          |
| Vittoria  | 12–5-2  | Sol Gilbert              | KO (pugni)                          | Cage Rage 18: Battleground            | 30 settembre 2006 | 2     | 2:59  | Londra, Regno Unito          | Difende il titolo britannico dei Pesi Welter Cage Rage                   |
| Sconfitta | 11–5-2  | Satoru Kitaoka           | Sottomissione (ghigliottina)        | Pancrase: Blow 6                      | 27 agosto 2006    | 1     | 2:54  | Yokohama, Giappone           | Debutto in Pancrase                                                      |
| Vittoria  | 11–4-2  | Ross Mason               | Decisione (maggioranza)             | Cage Rage 17: Ultimate Challenge      | 1º luglio 2006    | 3     | 5:00  | Londra, Regno Unito          | Vince il titolo britannico dei Pesi Welter Cage Rage                     |
| Vittoria  | 10–4-2  | Dave Strasser            | Decisione (unanime)                 | Cage Rage 16: Critical Condition      | 22 aprile 2006    | 3     | 5:00  | Londra, Regno Unito          |                                                                          |
| Vittoria  | 9–4-2   | Blake Fredrickson        | Decisione (unanime)                 | Genesis Fights: Brawl at the Mall 2   | 18 marzo 2006     | 2     | 2:00  | Auburn, Stati Uniti          |                                                                          |
| Sconfitta | 8–4-2   | Jean Silva               | KO Tecnico (pollice slogato)        | Cage Rage 15: Adrenalin Rush          | 4 febbraio 2006   | 2     | 4:40  | Londra, Regno Unito          |                                                                          |
| Vittoria  | 8–3-2   | Joey Van Wanrooij        | Decisione (unanime)                 | Cage Rage 14: Punishment              | 3 dicembre 2005   | 3     | 5:00  | Londra, Regno Unito          |                                                                          |
| Vittoria  | 7–3-2   | Peter Angerer            | KO Tecnico (pugni)                  | FX3: Battle of Britain                | 15 ottobre 2005   | 1     | 3:28  | Londra, Regno Unito          |                                                                          |
| Sconfitta | 6–3-2   | Pat Healy                | Sottomissione (ghigliottina)        | SF 11: Rumble at the Rose Garden      | 9 luglio 2005     | 2     | 3:15  | Portland, Stati Uniti        |                                                                          |
| Vittoria  | 6–2-2   | Sami Berik               | KO Tecnico (pugni)                  | FX3: Xplosion                         | 18 giugno 2005    | 1     | 3:03  | Reading, Regno Unito         |                                                                          |
| Parità    | 5–2-2   | Paul Jenkins             | Parità                              | Cage Rage 11: Face Off                | 30 aprile 2005    | 3     | 5:00  | Londra, Regno Unito          | Per il titolo britannico dei Pesi Welter Cage Rage                       |
| Parità    | 5–2-1   | Abdul Mohamed            | Parità                              | CWFC 9: Xtreme Xmas                   | 18 dicembre 2004  | 5     | 5:00  | Sheffield, Regno Unito       | Per il titolo dei Pesi Welter Cage Warriors                              |
| Vittoria  | 5–2     | Jess Liaudin             | KO Tecnico (stop medico)            | Cage Rage 9: No Mercy                 | 27 novembre 2004  | 1     | 5:00  | Londra, Regno Unito          |                                                                          |
| Vittoria  | 4–2     | Paul Jenkins             | KO Tecnico (pugni)                  | CWFC 8: Brutal Force                  | 18 settembre 2004 | 2     | 2:56  | Sheffield, Regno Unito       |                                                                          |
| Vittoria  | 3–2     | Xavier Foupa-Pokam       | KO (pugno)                          | Cage Rage 7: Battle of Britain        | 10 luglio 2004    | 1     | -     | Londra, Regno Unito          |                                                                          |
| Vittoria  | 2–2     | Lee Doski                | KO Tecnico (pugni e gomitate)       | UKMMAC 6: Extreme Warriors            | 29 febbraio 2004  | 1     | 0:41  | Londra, Regno Unito          |                                                                          |
| Sconfitta | 1–2     | James Evans-Nicolle      | Sottomissione (rear naked choke)    | UKMMAC 5: Mean Intentions             | 2 novembre 2003   | 2     | 3:41  | Londra, Regno Unito          |                                                                          |
| Sconfitta | 1–1     | Florentim Amorim         | Sottomissione (rear naked choke)    | CWFC 4: UK vs. France                 | 27 luglio 2003    | 1     | -     | Hampshire, Regno Unito       | Debutto in Cage Warriors                                                 |
| Vittoria  | 1–0     | John Connelly            | KO Tecnico (pugni)                  | Extreme Brawl 3                       | 29 giugno 2003    | 1     | -     | Bracknell, Regno Unito       |                                                                          |